# Vladislav Morozov
Vladislav Morozov (Brest, 12 de octubre de 2000) es un futbolista bielorruso que juega en la demarcación de delantero para el F. C. Arouca de la Primeira Liga.

## Selección nacional
Tras jugar en las categorías inferiores de la selección, finalmente hizo su debut con la selección de fútbol de Bielorrusia en un partido amistoso contra Suiza que finalizó con un resultado de 0-5 tras los goles de Granit Xhaka, Zeki Amdouni y un triplete de Renato Steffen.

## Clubes
| Club                             | País        | Año       | Partidos | Goles |
| -------------------------------- | ----------- | --------- | -------- | ----- |
| FC Rukh Brest                    | Bielorrusia | 2018-2020 | 43       | 13    |
| FC Isloch Minsk Raion            | Bielorrusia | 2021-2022 | 62       | 11    |
| F. C. Dinamo Minsk               | Bielorrusia | 2023-2024 | 32       | 19    |
| F. C. Arouca                     | Portugal    | 2024-2025 | 15       | 0     |
| F. C. Paços de Ferreira (cedido) | Portugal    | 2025      | 19       | 3     |
| F. C. Arouca                     | Portugal    | 2025-     |          |       |

## Palmarés

### Títulos nacionales
| Título                      | Club               | País        | Año  |
| --------------------------- | ------------------ | ----------- | ---- |
| Liga Premier de Bielorrusia | F. C. Dinamo Minsk | Bielorrusia | 2023 |

### Distinciones individuales
| Distinción                                        | Año  |
| ------------------------------------------------- | ---- |
| Máximo goleador de la Liga Premier de Bielorrusia | 2023 |